# Dóra Bodonyi
Dóra Bodonyi (3 de novembro de 1993) é uma canoísta húngara, campeã olímpica.

## Carreira
Bodonyi conquistou a medalha de bronze nos Jogos Olímpicos de Verão de 2020 em Tóquio na prova de K-2 500 m, ao lado de Danuta Kozák, com o tempo de 1:36.867 minuto. Na mesma edição, conseguiu o ouro com Kozák, Tamara Csipes e Anna Kárász no K-4 500 m feminino com a marca de 1:35.463 minuto.